# Université Ishik
L'Université Ishik (en kurde : زانکۆی ئیشک- هەولێر ) est une université privée détenue par Fezalar Educational Institution. L'Université a été officiellement ouverte en 2008 à Erbil en Irak.

## Facultés
Campus d'Erbil
- faculté de médecine dentaire
- école d'ingénieurs
- faculté de Science
- faculté d'éducation
- faculté de droit

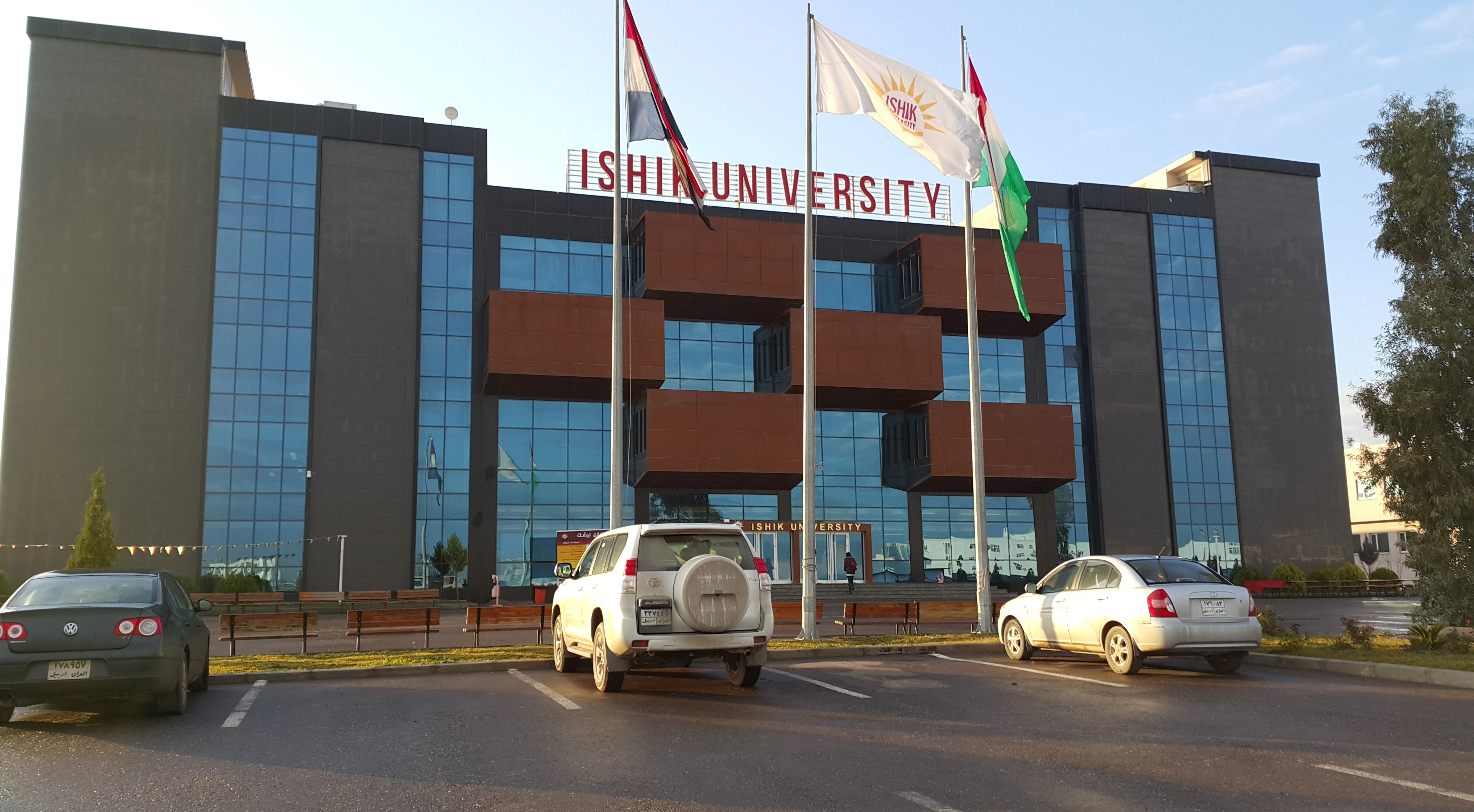
Université Ishik

- faculté des sciences de l'administration et l'économie
- école de préparation à l'apprentissage de l'anglais

Campus de Souleimaniye
- École d'ingénieurs
- Science du management